# Chulu
Chulu (gr. Χούλου) – wieś w Republice Cypryjskiej, w dystrykcie Pafos. W 2011 roku liczyła 147 mieszkańców.